# Arma jove
Arma jove (títol original: Young Guns) és una pel·lícula estatunidenca de Christopher Cain, estrenada l'any 1988. Ha estat doblada al català.

## Argument
En els anys 1870, la guerra del comtat de Lincoln esclata a Nou Mèxic i consolida la llegenda de William H. Bonney, anomenat Billy el Nen.

## Repartiment
- Emilio Estevez: William H. Bonney àlias « Billy el Nen »
- Kiefer Sutherland: Josiah « Doc » Scurlock
- Lou Diamond Phillips: José Chavez y Chavez
- Casey Siemaszko: Charlie Bowdre
- Dermot Mulroney: Dirty Steve Stephens
- Charlie Sheen: Richard « Dick » Brewer
- Terry O'Quinn: Alex McSween
- Terence Stamp: John Tunstall
- Jack Palance: Lawrence G. Murphy
- Sharon Thomas: Susan McSween
- Geoffrey Blake: J. McCloskey
- Alice Carter: Ien Sun
- Brian Keith: Buckshot Roberts
- Thomas Callaway: Texas Joe Grant (Tom Callaway)
- Patrick Wayne: Patrick Floyd « Pat » Garrett
- Victor Izay: Justice Wilson

## Rebuda
La pel·lícula ha conegut un cert èxit comercial, informant aproximadament 45.661.000 dòlars box-office a Amèrica del Nord per un pressupost de 13 milions.
Va tenir una rebuda desfavorable, recollint un 40 % de crítiques positives, amb una nota mitjana de 4,6/10 i sobre la base de 25 crítics, en el lloc Rotten Tomatoes.

## Crítica
"Una altra versió del mite de Pat Garret i Billy el Nen, adornat amb un repartiment ple de cares juvenils (...) A destacar la presència de secundaris de la talla de Stamp o Palance. Entretinguda"

## Continuació
Young Guns 2, realitzat per Geoff Murphy, surt el 1990. Emilio Estevez, Kiefer Sutherland i Lou Diamond Phillips reprenen sobretot el seu paper respectiu. William Petersen reemplaça Patrick Wayne en el paper de Pat Garrett. La història es desenvolupa un any després dels esdeveniments de la primera pel·lícula.

## Al voltant de la pel·lícula
- Young Guns és l'adaptació lliure d'una part de la vida de Billy the Kid i de la banda de les Regulators.
- Emilio Estevez i Charlie Sheen són els fills de l'actor Martin Sheen, Kiefer Sutherland, el de Donald Sutherland i Patrick Wayne, de John Wayne.